# Bộ Ma (麻)
Bộ Ma, bộ thứ 200 có nghĩa là "cây gai" là 1 trong 6 bộ có 11 nét trong số 214 bộ thủ Khang Hy.
Trong Từ điển Khang Hy có 34 chữ (trong số hơn 40.000) được tìm thấy chứa bộ này.

## Tự hình Bộ Ma (麻)

Kim văn
Đại triện
Tiểu triện

## Chữ thuộc Bộ Ma (麻)
| Số nét bổ sung | Chữ           |
| -------------- | ------------- |
| 0              | 麻/ma/        |
| 3              | 麼/ma/ 麽/ma/ |
| 4              | 麾/huy/       |
| 7              | 麿/mi/        |
| 8              | 黀/tưu/       |
| 9              | 黁/nuyên/     |
| 12             | 𪎭/mi/        |
| 13             | 黂            |